# Epiphragma (Epiphragma) nebulosum
Epiphragma (Epiphragma) nebulosum is een tweevleugelige uit de familie steltmuggen (Limoniidae). De soort komt voor in het Neotropisch gebied.